# 서울 안양암 마애관음보살좌상
서울 안양암 마애관음보살좌상(-- 安養庵 磨崖觀音菩薩坐像)은 서울특별시 종로구 창신동 안양암에 있는 조선시대의 마애불이다. 1909년에 만들어졌으며, 안양암 내 관음전에 봉안되어 있다.
전체 높이 3.53미터이다. 불상 좌우에 연꽃이 조각되어 있는 팔각기둥이 세워져 있다. 불상의 조각선은 그리 깊지 않지만 자세가 안정적이며, 넓고 각진 어깨가 중량감 있어 보인다. 이러한 양식은 고려말 조선초 양식을 계승한 것으로 조선 후기 서울 지역의 마애불 양식을 잘 보여준다.
1999년 11월 15일 서울특별시 유형문화재 제122호 안양암 석감마애관음보살상(安養庵 石龕磨崖觀音菩薩像)로 지정되었다가, 2009년 6월 4일 안양암 마애관음보살좌상(安養庵 磨崖觀音菩薩坐像)으로 문화재 지정명칭이 변경되었다.

## 개요
서울 종로구 창신동의 안양암에 있는 마애관음보살상으로 1909년에 만들어진 것이다.
돌로 불상이 들어 앉을 반원형의 공간을 만들어 중앙에 관음전(觀音殿)이라 새기고 그 안에 불상을 조각한 것으로 전체 높이 3.53m이다. 불상 좌우에 연꽃이 조각되어 있는 팔각기둥이 세워져 있어 전각 같은 느낌을 준다. 불상은 전체적으로 묵중하고 풍만한 느낌을 주는데, 조각선은 그리 깊지 않지만 자세가 안정적이며, 넓고 각진 어깨가 중량감있어 보인다.
이러한 양식은 고려말 조선초 양식을 계승한 것으로 조선 후기 서울 지역의 마애불 양식을 보여주는 좋은 예이다.

## 사진

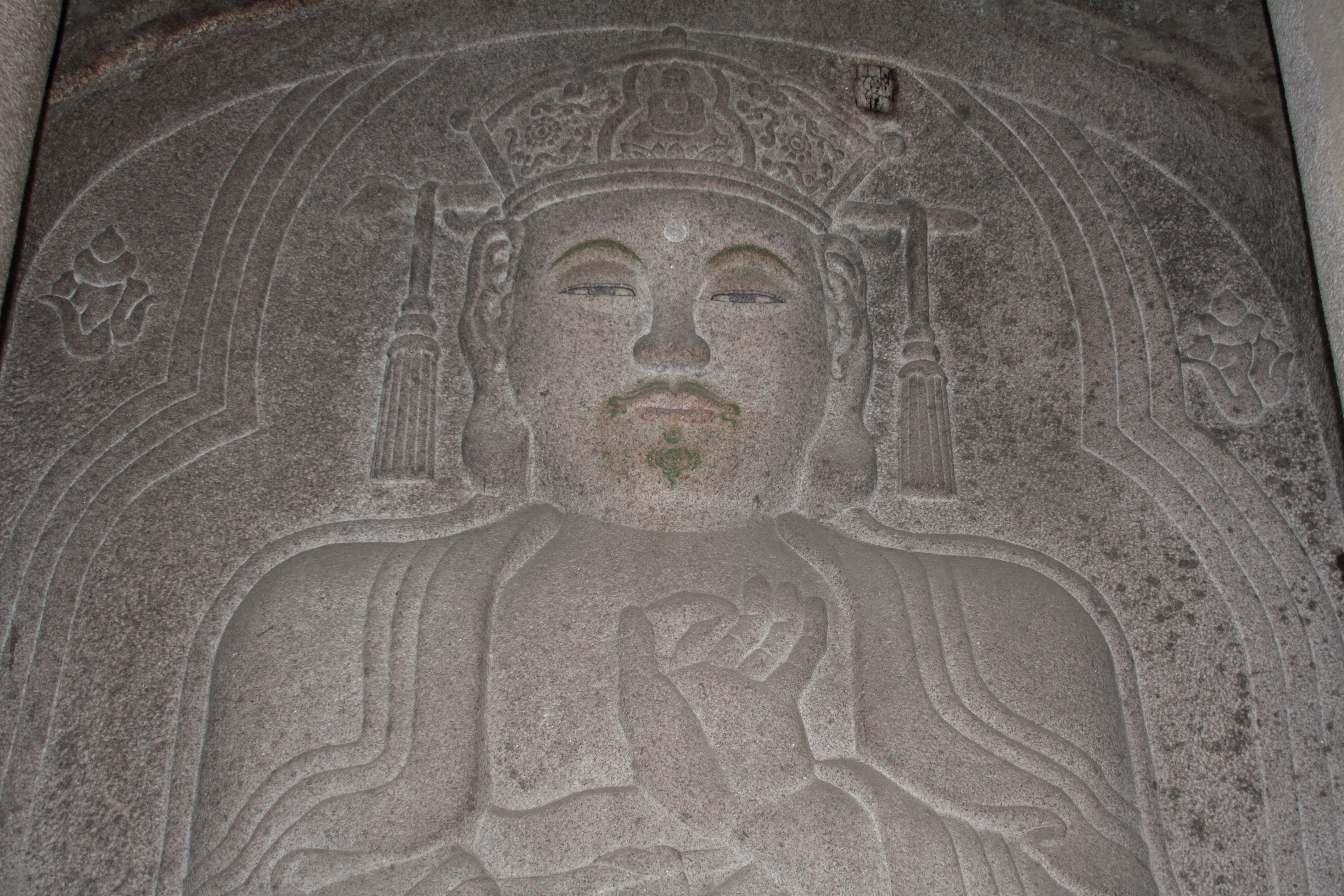
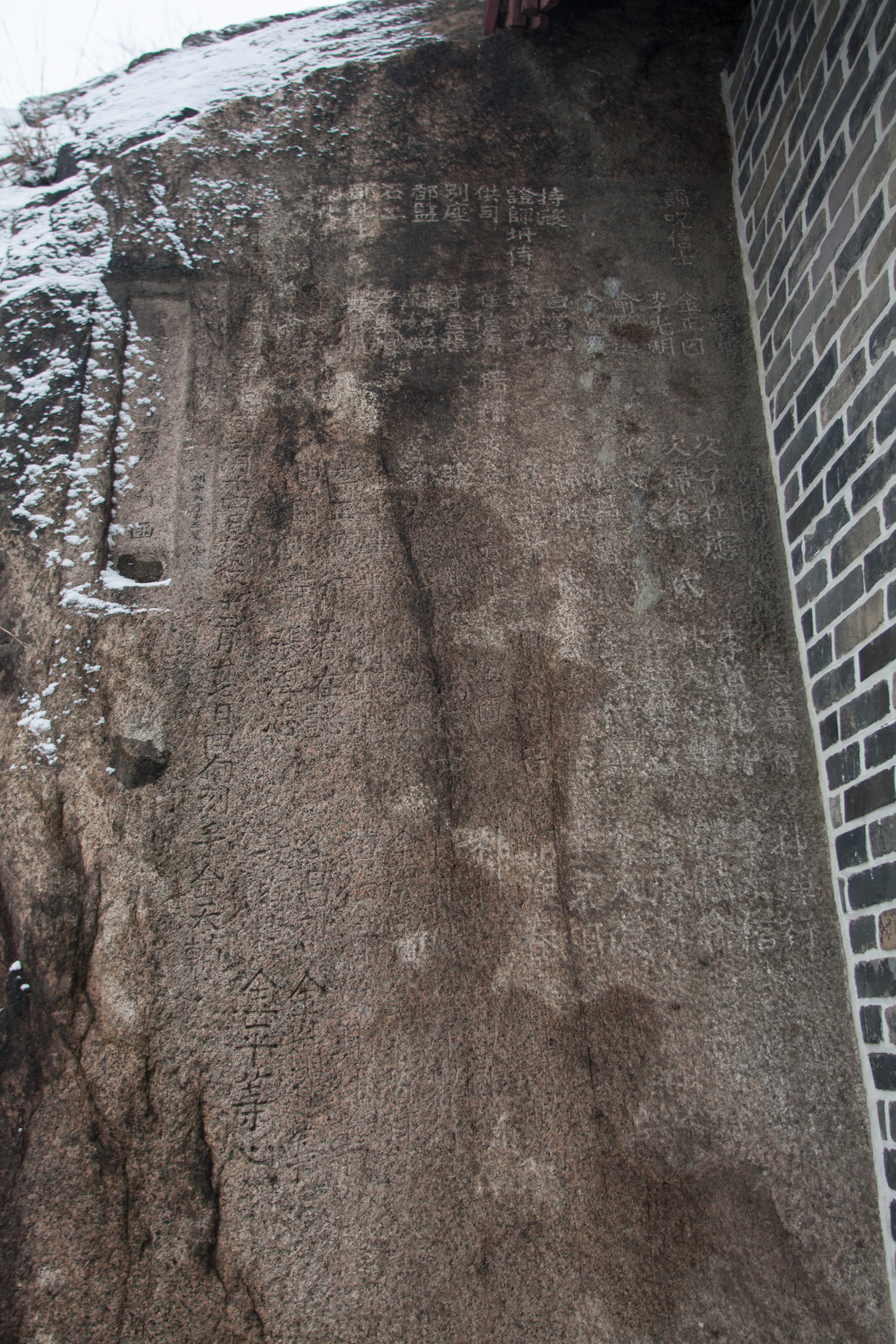
관음전 옆 명문
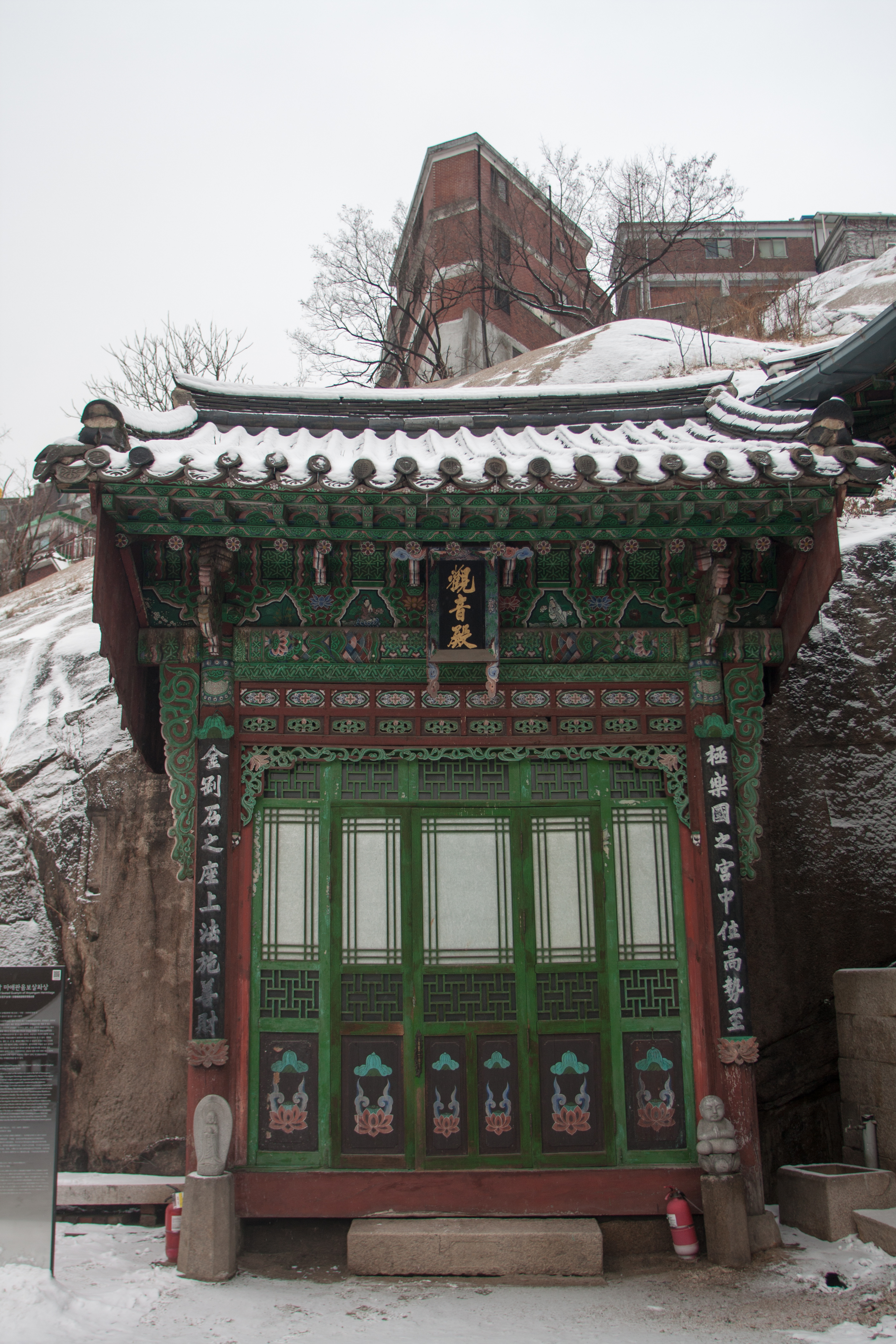
관음전

## 참고 자료
- 서울 안양암 마애관음보살좌상 - 국가유산청 국가유산포털